# Isabel de Jerusalén
Isabel I de Jerusalén (h. 1171-1205) fue reina de Jerusalén desde 1192 hasta el año de su muerte. Era hija de Amalarico I de Jerusalén y de su segunda mujer María Comnena, una nieta del Emperador bizantino Manuel I Comneno, que había recibido la ciudad y el territorio de Nablus de su esposo, el Rey. Isabel creció en la corte de su madre y de su padrastro Balián de Ibelín, en Nablus.
Con 12 años se acordó su matrimonio con Hunfredo IV de Torón, que tenía 17, en 1183. En su noche de bodas, el castillo de Kerak fue atacado por las fuerzas de Saladino.
Como el matrimonio anterior de Amalarico I, el padre de Isabel, con Inés de Courtenay había sido anulado (aunque sus hijos fueron legitimados), Isabel fue siempre considerada en su niñez como una potencial heredera del trono. Su medio hermano Balduino IV fue reconocido unánimemente como rey, pues era el único varón. Pero en previsión del futuro posterior a Balduino IV, la madre de Isabel y el partido de los nobles se ocuparon de hacer presentes los derechos de Isabel, sobre todo por la ilegitimidad de Sibila, la otra media hermana de Isabel.
Tras ser decepcionado por el segundo marido de Sibila, Guido de Lusignan, Balduino IV decidió eliminar a Sibila de la sucesión. En su testamento, un compromiso alcanzado en 1183 ratificado por la Haute Cour, se establecía que le sucedería su sobrino Balduino V, el hijo menor de Sibila (de su primer matrimonio), y en caso de muerte de Balduino V, la cuestión sucesoria la dirimirían los reyes de Inglaterra, Francia y el Emperador del Sacro Imperio Romano. La decisión se retrasaría diez años, durante los cuales reinaría un regente. Según este acuerdo, Sibila e Isabel tenían los mismos derechos sucesorios.
Balduino IV murió a principios de 1185, dejando al hijo de Sibila como rey y a Raimundo III de Trípoli como regente. Pero Balduino V falleció al año siguiente. Los partidarios de Isabel pusieron en duda los derechos de Sibila a causa de la nulidad del matrimonio de sus padres. Si Sibila no hubiese estado casada con Guido, habría sucedido con menos oposición; pero ahora resultaba más fácil recuperar los argumentos para la sucesión de Isabel, que contaba 16 años de edad.
El testamento de Balduino IV fue ignorado y se coronó a Sibila en 1186. Pero en 1190 murieron Sibila y sus dos hijas, en pleno caos de la invasión del reino por Saladino y la conquista de todo el territorio excepto de la fortaleza de Tiro. En dichas circunstancias, Guido siguió titulándose Rey, a pesar del apoyo que tenía Isabel.
En otoño de 1190, Isabel fue obligada a divorciarse de Hunfredo, contra su voluntad, y a casarse con Conrado de Montferrato, 25 años mayor que ella. Conrado ansiaba el trono, oficialmente vacante en ese momento, y sus aliados (entre los que se encontraban la madre de Isabel y su padrastro) argumentaron que el matrimonio de Isabel no era válido porque era menor y había sido obligada por Balduino IV. Además, Hunfredo, al que Isabel amaba pues prácticamente habían crecido juntos, no se consideraba preparado para el trono en tiempos tan turbulentos. Por todo ello, Isabel aceptó la nulidad.
Conrado, por matrimonio, se convirtió en Rey de Jerusalén de iure, y fue confirmado en 1192, tras dos años de interregno en el que Guido de Lusignan siguió actuando como rey. Conrado murió pronto en circunstancias misteriosas, a manos de los Hashshashin, dejando a Isabel embarazada. Isabel se casaría entonces con Enrique II de Champaña (sobrino de los reyes de Francia y de Inglaterra). Enrique murió en 1197. Había tenido dos hijas: Alicia de Chipre (nacida en 1196) y Felipa de Champaña (nacida en 1197). Mientras estaba casada con Enrique, se decidió que su matrimonio con Hunfredo de hecho no era inválido, pero como este había muerto, Isabel se volvió a casar, por cuarta vez, con Emerico de Chipre (también conocido como Emerico de Lusignan), hermano de Guido de Lusignan. Con él tuvo dos hijas: Sibila de Lusignan (nacida en 1198) y Melisenda de Lusignan (nacida en 1200), y un hijo, Amalarico (1201-1205). Emerico murió en 1205, poco antes que Isabel y que Amalarico niño.
A la muerte de Isabel en 1205, fue sucedida por su hija mayor María de Montferrato.